# Capela de São Miguel de Passinhos
A Capela de São Miguel de Passinhos, também referida como Igreja Paroquial de Passinhos, Igreja de São Miguel e Capela de Nossa Senhora de Fátima, localiza-se na margem direita do rio Tâmega, no lugar de Passinhos, na freguesia de Boelhe, Município de Penafiel, Distrito do Porto, em Portugal.

## História
Não existe qualquer fonte documental que permita identificar o ano da sua construção, mas com base na sua arquitetura pode-se deduzir-se que remonte ao século XVII, tendo servido de igreja paroquial à época em que São Miguel de Passinhos foi uma freguesia.
Em nossos dias, realizam-se nesta capela anualmente, no dia 13 de maio, as celebrações solenes em honra de Nossa Senhora de Fátima.